# Trittau
Trittau er en kommune og administrationsby i det nordlige Tyskland, beliggende i Amt Trittau under Kreis Stormarn. Kreis Stormarn ligger i den sydøstlige del af delstaten Slesvig-Holsten.

## Geografi
Trittau ligger omkring 30 kilometer øst for Hamborg. I den østlige del af kommunen ligger skovområdet Hahnheide; mod syd danner floden Bille grænse til Kreis Herzogtum Lauenburg.
Halvdelen af kommunens område er skovdækket. Højeste punkt er er det 101 meter høje Kleine Hahnheider Berg.
Bundesstraße 404 går gennem kommunen og har mod syd forbindelse til den nærliggende motorvej A24. Fra 1887 til 1976 havde Trittau jernbanestation på strækningen Schwarzenbek–Bad Oldesloe og fra 1907 til 1952 startede her Südstormarnsche Kreisbahn mod Hamborg. På den gamle jernbanetrasse går nu en cykel- og vandresti til Glinde og Bad Oldesloe.